# Jean Monteyne
Jean Monteyne (* 30. Juli 1943 in Varsenare (Provinz Ostflandern)) ist ein ehemaliger belgischer Radrennfahrer.

## Sportliche Laufbahn
Monteyne war im Straßenradsport aktiv. Er bestritt eine Reihe von Etappenrennen für die belgische Nationalmannschaft. 1964 wurde er Zweiter im Kattekoers hinter Herman Van Loo. 1965 holte er zwei Etappensiege im schwedischen Sexdagarsloppet, einen Etappensieg in der Österreich-Rundfahrt sowie einen Tageserfolg in der Tour de la province de Namur, die er als Zweiter hinter Willy Van Neste beendete. In der Tour de l’Avenir schied er aus. Bei den Straßenradsport-Weltmeisterschaften wurde er 14. im Einzelrennen.
1966 wurde er Berufsfahrer im Radsportteam Solo-Superia (als Domestik von Rik Van Looy) und blieb bis 1969 als Radprofi aktiv. In seiner ersten Profisaison gewann er den Grand Prix du Tournaisis.
1967 war er auf einer Etappe der Portugal-Rundfahrt erfolgreich. Dazu kamen zwei Etappensiege in der Andalusien-Rundfahrt.
Die Tour de France fuhr er viermal. 1966 wurde er 67., 1967 53. und 1968 47. der Gesamtwertung. 1969 schied er aus.